# Colin Patterson (rugby à XV)
Pour les articles homonymes, voir Colin Patterson et Patterson.
Pas d'image ? Cliquez ici

a Compétitions nationales et continentales officielles uniquement.

b Matchs officiels uniquement.
Colin Stewart Patterson, né le 3 mars 1955 à Belfast, est un joueur de rugby à XV irlandais qui a évolué avec l'équipe d'Irlande au poste de demi de mêlée. 

## Biographie
Colin Patterson évolue avec le club du Instonians RFC. Il dispute son premier test match le 4 novembre 1978 contre l'équipe de Nouvelle-Zélande. Son dernier test match est contre l'équipe du pays de Galles le 15 mars 1980. Il joue également trois test matchs avec les Lions britanniques en 1980 en Afrique du Sud.
Il est contraint d'arrêter sa carrière prématurément après une blessure au genou subie lors de la tournée des Lions britanniques.

## Statistiques

### En équipe nationale
- 11 sélections
- Sélections par années : 1 en 1978, 6 en 1979, 4 en 1980
- Tournois des Cinq Nations disputés : 1979, 1980

### Avec les Lions britanniques
- 3 sélections
- Sélections par année : 3 en 1980 (en Afrique du Sud)